# Conraua beccarii
Conraua beccarii és una espècie de granota que viu a Eritrea i Etiòpia.
Està amenaçada d'extinció per la pèrdua del seu hàbitat natural.